# Isidro Martínez Oblanca
Isidro Manuel Martínez Oblanca (12 de noviembre de 1956) es un enfermero y político español.

## Biografía
Diplomado en Enfermería por la Universidad de Oviedo en 1983, ha trabajado en el hospital de la Cruz Roja así como en la mutua de accidentes Asepeyo, en Gijón.
Es cofundador de Foro Asturias. Ha sido concejal en el Ayuntamiento de Gijón durante tres mandatos (1983-1987, 1991-1995 y 1995-1999), diputado de la Junta General del Principado entre 1987 y 1991, senador electo en el periodo 1996-2004 y senador por designación autonómica (Junta General del Principado de Asturias) en 2011-2015. En diciembre de 2015 fue elegido diputado por Asturias en el Congreso y reelegido en 2016 y noviembre de 2019.
En mayo de 2023, después de la convocatoria de elecciones y terminado su mandato como diputado tras la disolución de las Cortes, Oblanca se dio de baja en Foro Asturias al considerar que el partido ha abandonado los principios con los que fue creado.